# Kõrvenurga
Kõrvenurga est un village de la commune de Kose du comté de Harju en Estonie. Le 31 décembre 2011, le village compte 7 habitants.